# Szeko Ajumu
Szeko Ajumu (瀬古 歩夢) (Oszaka, 2000. június 7. –) japán válogatott labdarúgó.

## Klub
A labdarúgást a Cerezo Osaka csapatában kezdte. 2017-ben J.League Kupa es Császár Kupa címet szerzett.

## Nemzeti válogatott
A japán U20-as válogatott tagjaként részt vett a 2019-es U20-as labdarúgó-világbajnokságon.